# Armadillidium espanyoli
Armadillidium espanyoli es una especie de crustáceo isópodo terrestre cavernícola de la familia Armadillidiidae.

## Distribución geográfica
Son endémicos del este de la España peninsular.